# Open di Francia 2011 - Doppio leggende under 45
Evgenij Kafel'nikov e Andrij Medvedjev erano i detentori del titolo, ma sono arrivati ultimi nel loro girone e sono stati eliminati.
Fabrice Santoro e Todd Woodbridge hanno battuto in finale Arnaud Boetsch e Cédric Pioline con il punteggio di 6–2, 6–4.

## Tabellone

### Legenda
| - Q = Qualificato - WC = Wild card - LL = Lucky loser | - ALT = Alternate - SE = Special Exempt - PR = Protected Ranking | - w/o = Walkover - r = Ritirato - d = Squalificato |

### Finale
|  | Finale                          |                                 |                                 |   |   |  |
|  |                                 |                                 |                                 |   |   |  |
|  | Fabrice Santoro Todd Woodbridge | Fabrice Santoro Todd Woodbridge | Fabrice Santoro Todd Woodbridge | 6 | 6 |  |
|  | Arnaud Boetsch Cédric Pioline   | Arnaud Boetsch Cédric Pioline   | Arnaud Boetsch Cédric Pioline   | 2 | 4 |  |

### Gruppo A
|  |                                 | Santoro Woodbridge | Ivanišević Stich | Bruguera Krajicek | RR V–P | Set V–P | Game V–P | Posizione |
|  | Fabrice Santoro Todd Woodbridge |                    | 7–6(4), 6–3      | 7–6(2), 6–3       | 2–0    | 4–0     | 26–18    | 1         |
|  | Goran Ivanišević Michael Stich  | 6(4)–7, 3–6        |                  | 5–7, 6–3, [11–9]  | 1–1    | 2–3     | 21–23    | 2         |
|  | Sergi Bruguera Richard Krajicek | 6(2)–7, 3–6        | 7–5, 3–6, [9–11] |                   | 0–2    | 1–4     | 19–25    | 3         |

La classifica viene stilata in base ai seguenti criteri: 1) Numero di vittorie; 2) Numero di partite giocate; 3) Scontri diretti (in caso di due giocatori pari merito ); 4) Percentuale di set vinti o di games vinti (in caso di tre giocatori pari merito ); 5) Decisione della commissione.

### Gruppo B
|  |                                      | Boetsch Pioline  | Enqvist Muster      | Kafelnikov Medvedjev | RR V–P | Set V–P | Game V–P | Posizione |
|  | Arnaud Boetsch Cédric Pioline        |                  | 5–7, 6–3, [10–7]    | 4–6, 6–4, [8–10]     | 1–1    | 3–3     | 22–21    | 1         |
|  | Thomas Enqvist Thomas Muster         | 7–5, 3–6, [7–10] |                     | 6–3, 6(5)–7, [10–7]  | 1–1    | 3–3     | 23–22    | 2         |
|  | Evgenij Kafel'nikov Andrij Medvedjev | 6–4, 4–6, [10–8] | 3–6, 7–6(5), [7–10] |                      | 1–1    | 3–3     | 21–23    | 3         |

La classifica viene stilata in base ai seguenti criteri: 1) Numero di vittorie; 2) Numero di partite giocate; 3) Scontri diretti (in caso di due giocatori pari merito ); 4) Percentuale di set vinti o di games vinti (in caso di tre giocatori pari merito ); 5) Decisione della commissione.